# Тырш, Мирослав

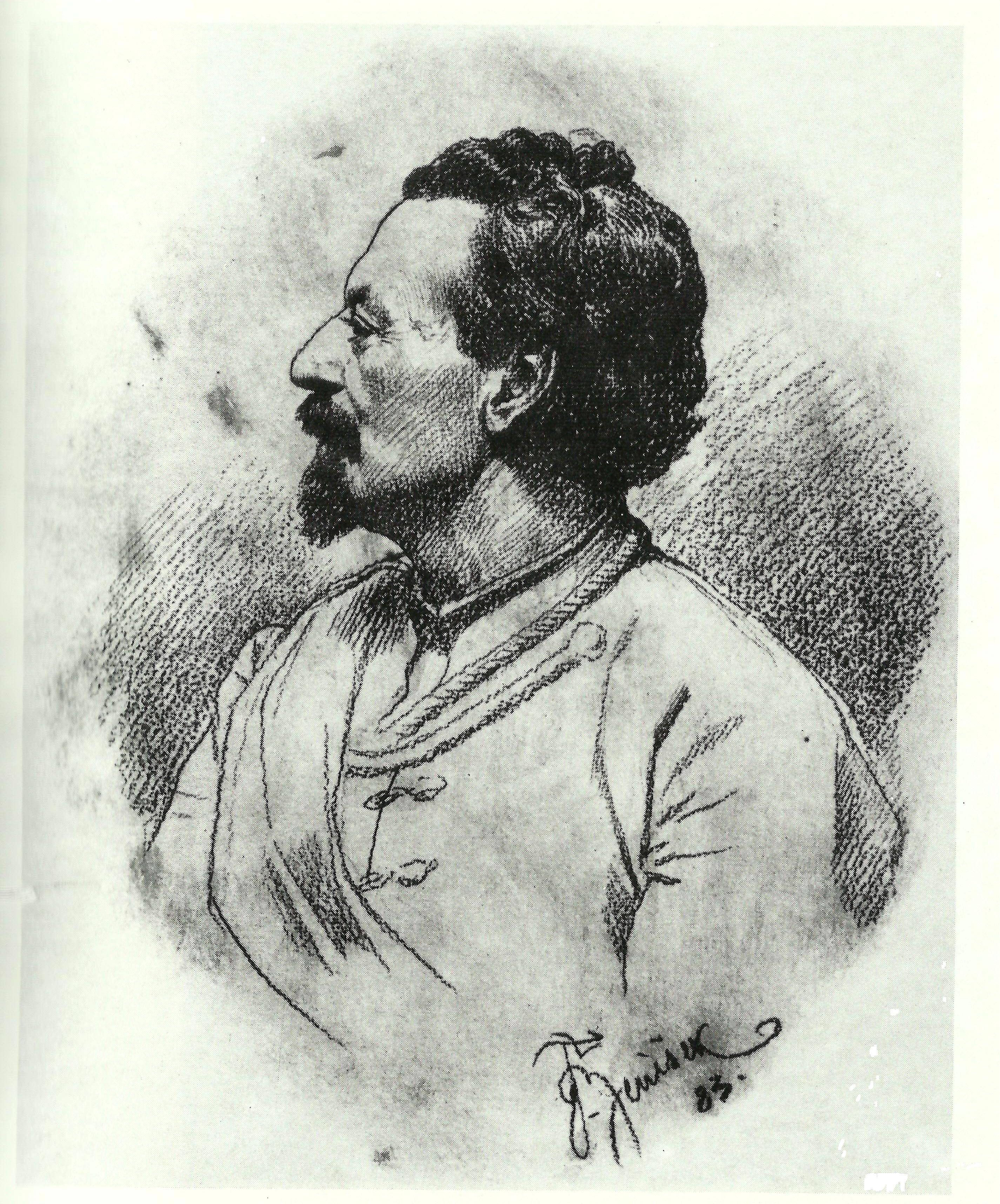
Портрет Мирослава Тырша. 1883

Мирослав Тырш (чеш. Miroslav Tyrš, изначальное имя и фамилия — Фридрих Тирш, нем. Friedrich Tiersch; 17 сентября 1832, Дечин — 8 августа 1884, Эц, Тироль, Австро-Венгрия) — чешский общественный и спортивный деятель, педагог, профессор, литературный критик, историк искусства, доктор философии. Основатель мирового националистического спортивного сокольского движения, создатель методики сокольской гимнастики.

## Биография
Родился в немецкоязычной семье врача Винцента Тирша и Винценции Киршбаум в богемском Дечине, расположенном на границе с немецкой Саксонией. Родители Тырша и две его сестры умерли от туберкулёза, до того, как ему исполнилось шесть лет. Сирота воспитывался в доме дяди в Кропачова-Врутице около Млада-Болеслава и доме другого дяди — в Праге, постепененно принял чешскую национальную идентичность и оказался под влиянием идей романтического чешского национализма . Поэтому позже Тырш постепенно чехизировал свою фамилию и сменил немецкое личное имя Фридрих на чешское имя Бедржих, а затем — Мирослав .
В 16-летнем возрасте Тырш мог участвовать на улицах Праги в революционных событиях Весны народов в Австрийской империи в составе когорты гимназистов (впрочем, этот факт считается дискуссионным) .
Позже обучался на Философском факультете Карлова университета. В 1860 году стал доктором философии. Был автором нескольких философских статей в первой чешской энциклопедии Slovník naučný.
М. Тырш не получил специального образования по искусству или его истории, но занимался самообразованием, посещая художественные галереи в Германии, Франции, Италии, Англии и посредством чтения книг по истории искусства.
После неудачной попытки получить академическую работу, покинул Прагу и уехал в провинцию, работал воспитателем сыновей богатого промышленника Эдуарда Бартелмуса в Новом Яхимове близ Бероуна  .
В 1862 году 29-летний доктор философии Мирослав Тырш вошёл в число основателей первого общества, соединявшего спортивные тренировки и идеологию чешского национализма. Тырша и его друга Йиндржиха Фигнера вдохновила немецкая "турнерская" гимнастика  и идея античной калокагатии — гармоничного сочетания физических и духовных качеств человека, достигаемая через физические упражнения и образование.
При финансовой поддержке Фигнера он организовал первое чешское гимнастическое общество "Пражский Сокол" , внимание в котором уделялось маршировке, тяжёлой атлетике, фехтованию и гимнастике. С мая 1862 года он занимал должность главного инструктора общества . После тренировок члены «Сокола» собирались на образовательные лекции и дискуссии. У «Сокола» была своя униформа , скомбинированная из народных одежд разных народов — немецкая турнерская куртка, черногорская шапка и красная гарибальдийская рубашка.
Сокольское движение стало одним из краеугольных камней современного чешского национализма, к числу установок которого в этот период относилась русофильство, и чешской государственности.
«Сокол» с его идеями панславизма или славянской взаимности быстро расширялся, уже в следующем году его отделения открылись в словенской Любляне, потом в Загребе, в Польше, на Западной Украине, в немецкой Лужице и в Санкт-Петербурге.
Начиная с 1869 года Тырш страдал от то отступавшего, то возвращавшегося психического расстройства . В 1871 году он стал владельцем и главным редактором журнала "Sokol" . Первый номер открылся программной статьёй Тырша "Наша задача, направление и цель . В 1872 году женился на Ренате, дочери Йиндржиха Фигнера.
Занимался активной общественной деятельностью, был избран членом богемского сейма  и парламента в Вене от чешского района Табор, активным пропагандистом открытия Национального театра в Праге в 1881 году и соучредителем Музея города Праги (1884).
Летом 1884 Мирослав Тырш отправился на отдых в долину Эцталь в Восточных Альпах. 8 августа он пропал без вести. Его тело было найдено 13 дней спустя в реке Эцталер-Ахе.
После состоявшихся национальных похорон, прах Тырша перенесён на Ольшанское кладбище Праги.

## Избранная библиография
- Hod olympický (1868)
- Základové tělocviku (1868—1872)
- Láokoón. Dílo doby římské (1873)

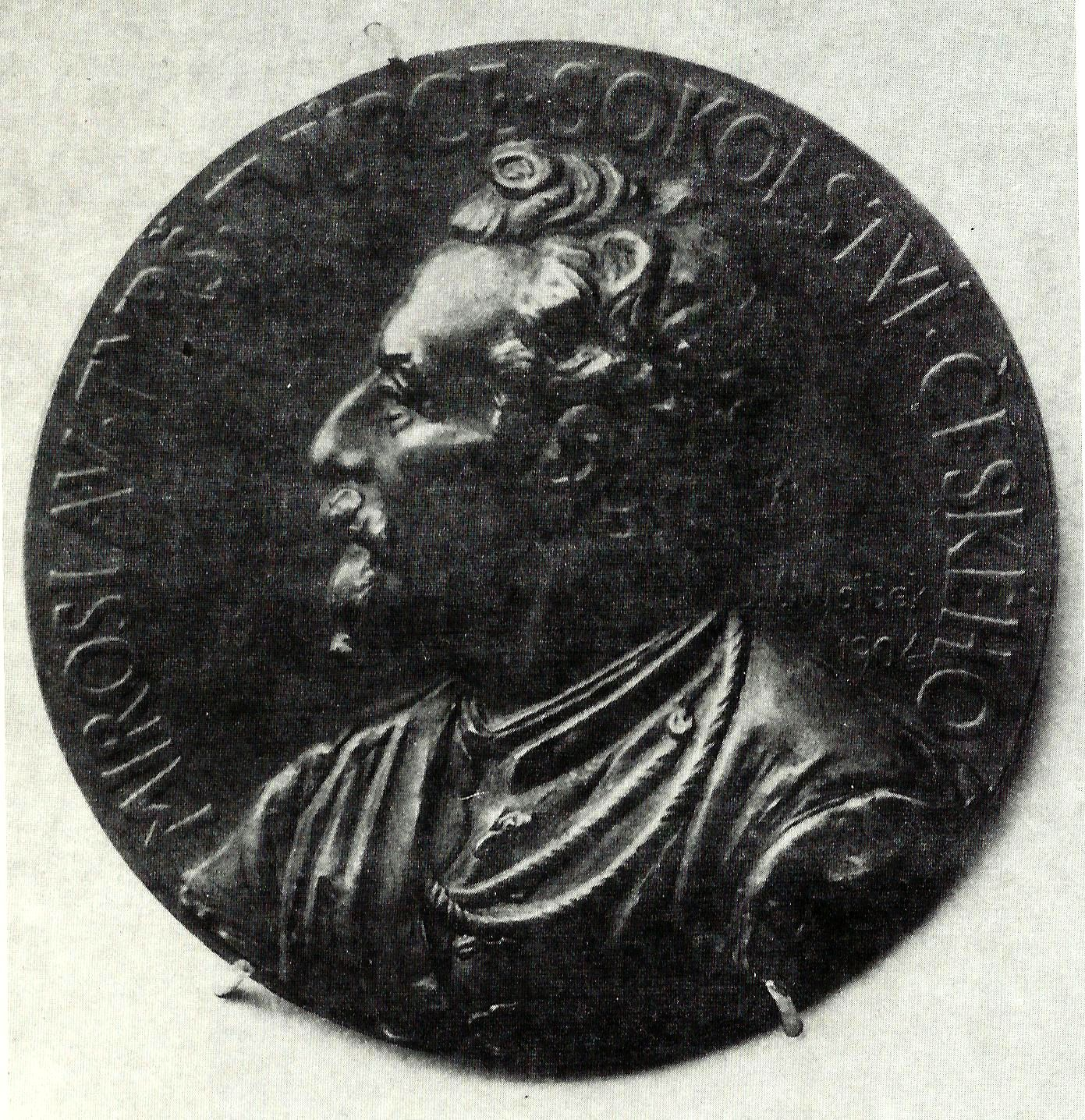
Бронзовая медаль 1904 года в честь М. Тырша

- O podmínkách vývoje a zdaru činnosti umělecké (1873)
- O slohu gotickém (1881)
- Rozbor estetický (1881)
- Úvahy a řeči Dr. M. T., ed. J. Scheiner (1894)
- Mohamed a nauka jeho (pierwotnie czasopismo Květy 1870, 1925)
- O sokolské idei (1930)
- Dr. M. T. O umění I—VI, ed. R. Tyršová (1932—1937) и др.